# Будинок з химерами (монета)
«Буди́нок з химе́рами» — пам'ятна монета номіналом 5 гривень, випущена Національним банком України, присвячена несподіваній за художнім задумом і новітніми конструкціями споруді зі скульптурним оформленням на міфологічні та мисливські сюжети, збудованій на початку ХХ століття, та 150-річчю від дня народження її автора — Владислава Городецького, архітектора, блискучого інженера, мандрівника, підприємця.
Монету введено в обіг 15 травня 2013 року. Вона належить до серії «Пам'ятки архітектури України».

## Опис монети та характеристики
| Номінал грн. | Метал      | Маса, г | Діаметр, мм | Якість виготовлення       | Гурт     | Тираж, штук |
| ------------ | ---------- | ------- | ----------- | ------------------------- | -------- | ----------- |
| 5            | нейзильбер | 16,54   | 35,0        | спеціальний анциркулейтед | рифлений | 30 000      |

### Аверс
На аверсі монети розміщено: угорі малий Державний Герб України, напис півколом «НАЦІОНАЛЬНИЙ БАНК УКРАЇНИ», під яким (праворуч) рік карбування монети — «2013»; на тлі будинку з химерами зображено портрет з написом півколом «В. ГОРОДЕЦЬКИЙ», ліворуч від якого — роки життя архітектора «1863–1930», над якими номінал — «5 ГРИВЕНЬ» та логотип Монетного двору Національного банку України.

### Реверс
На реверсі монети на дзеркальному тлі контуру будинку з химерами рельєфно зображено фрагмент скульптурної композиції, що прикрашає фасад будівлі; вертикально на дзеркальному тлі розміщено факсиміле архітектора, унизу праворуч півколом розміщено напис «БУДИНОК З ХИМЕРАМИ».

## Автори

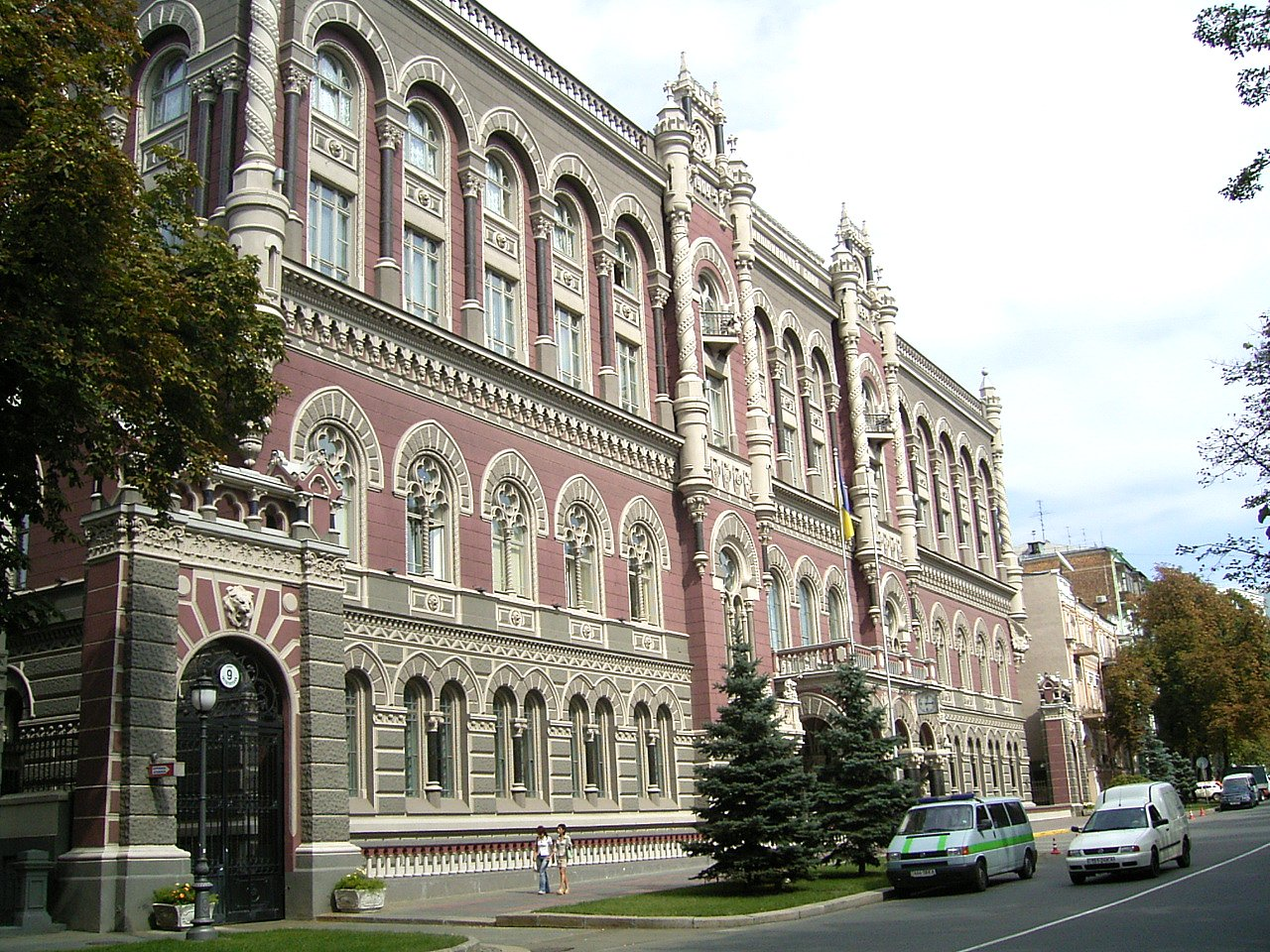
Будівля Національного банку України

- Художники: Кузьмін Олександр, Скоблікова Марія.
- Скульптори: Іваненко Святослав, Дем'яненко Анатолій.

## Вартість монети
Ціну монети — 20 гривень, встановив Національний банк України у період реалізації монети через його філії у 2013 році.
Фактична приблизна вартість монети з роками змінювалася так:
| Рік        | 2014 | 2015 | 2016 | 2017 | 2018 | 2019 | 2020 | 2021 | 2022 | 2023 | 2024 | 2025 |
| ---------- | ---- | ---- | ---- | ---- | ---- | ---- | ---- | ---- | ---- | ---- | ---- | ---- |
| Ціна, грн. | 30   | 34   | 45   | 60   | 75   | 80   | 80   | 90   | 120  | 280  | 420  | 440  |